# Forst (Lusàcia)
Forst (baix sòrab: Baršć) és una ciutat alemanya que pertany a l'estat de Brandenburg. Es troba a l'est de Cottbus, al costat de la frontera amb Polònia.

## Demografia
| Any  | Població |
| ---- | -------- |
| 1820 | 2.600    |
| 1875 | 14.131   |
| 1880 | 16.124   |
| 1885 | 18.641   |
| 1890 | 23.075   |
| 1895 | 25.700   |
| 1900 | 32.075   |
| 1905 | 33.757   |
| 1910 | 33.875   |
| 1916 | 29.359   |
| 1917 | 27.019   |
| 1919 | 32.216   |
| 1925 | 35.864   |
| 1933 | 37.720   |
| 1939 | 44.802   |
| 1945 | 24.416   |

| Any  | Població |
| ---- | -------- |
| 1946 | 29.829   |
| 1950 | 30.475   |
| 1955 | 29.661   |
| 1960 | 28.695   |
| 1964 | 29.860   |
| 1971 | 29.134   |
| 1975 | 27.774   |
| 1981 | 27.013   |
| 1985 | 26.509   |
| 1988 | 26.676   |
| 1990 | 25.679   |
| 1995 | 25.701   |
| 2000 | 24.309   |
| 2005 | 22.391   |
| 2006 | 22.112   |

## Història
Part de la regió de Lusàcia, Forst fou adjudicat al Regne de Prússia el 1815 pel Congrés de Viena. La ciutat va ser posteriorment administrada dins la província de Brandenburg. Després de la Segona Guerra Mundial es va convertir en part de la República Democràtica Alemanya.
Forst ha experimentat problemes greus com a resultat de la reunificació alemanya, sobretot de desocupació extrema. En el passat, la ciutat va ser coneguda per a la fabricació de tèxtils, però totes les plantes i fàbriques tèxtils han tancat en els darrers anys.

## Ajuntament
El consistori està format per 28 regidors, repartits 
- CDU, 7 regidors
- SPD, 6 regidors
- FDP, 4 regidor
- Die Linke, 8 regidors
- DSU, 1 regidor
- Wählergruppe Landwirtschaft und Umwelt, 1 regidor
- Einzelwahlvorschlag Wolfgang Starrick, 1 regidor